# The Firstborn Is Dead
A The Firstborn Is Dead a Nick Cave and the Bad Seeds második albuma, 1985-ből.

## Közreműködő zenészek
- Nick Cave – ének, harmonika
- Mick Harvey – dob, gitár, zongora, orgona, basszusgitár, dob, vokál
- Barry Adamson – gitár, orgona, basszusgitár, dob, vokál
- Blixa Bargeld – gitár, vokál

## A számok
1. Tupelo
2. Say Goodbye to the Little Girl Tree
3. Train – Long Suffering
4. Black Crow King
5. Knocking On Joe
6. Wanted Man
7. Blind Lemon Jefferson
8. In the Ghetto
9. The Moon Is in the Gutter
10. The Six Strings That Drew Blood